# Александро-Невский собор (Ростов-на-Дону)
Алекса́ндро-Не́вский собо́р — утраченный православный храм в Ростове-на-Дону, кафедральный собор Донской и Новочеркасской епархии в 1919—1929 годах. Собор возвышался на Новобазарной площади, на пересечении Большой Садовой улицы и Большого Столыпинского проспекта. Был самым большим храмом и самым высоким зданием города. Разрушен коммунистами в 1930 году.

## История

### Строительство

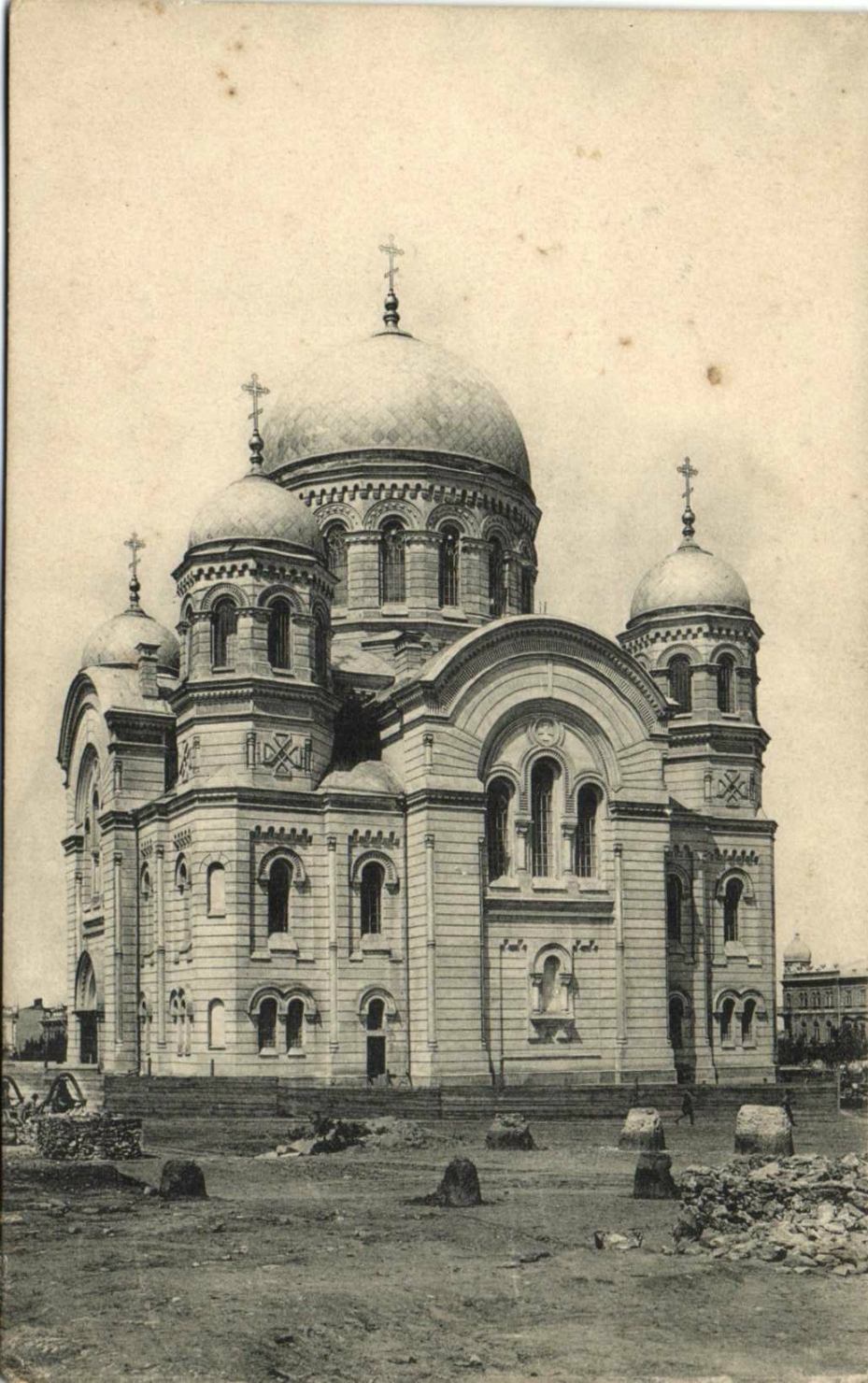
Вид с юга. 1908 год

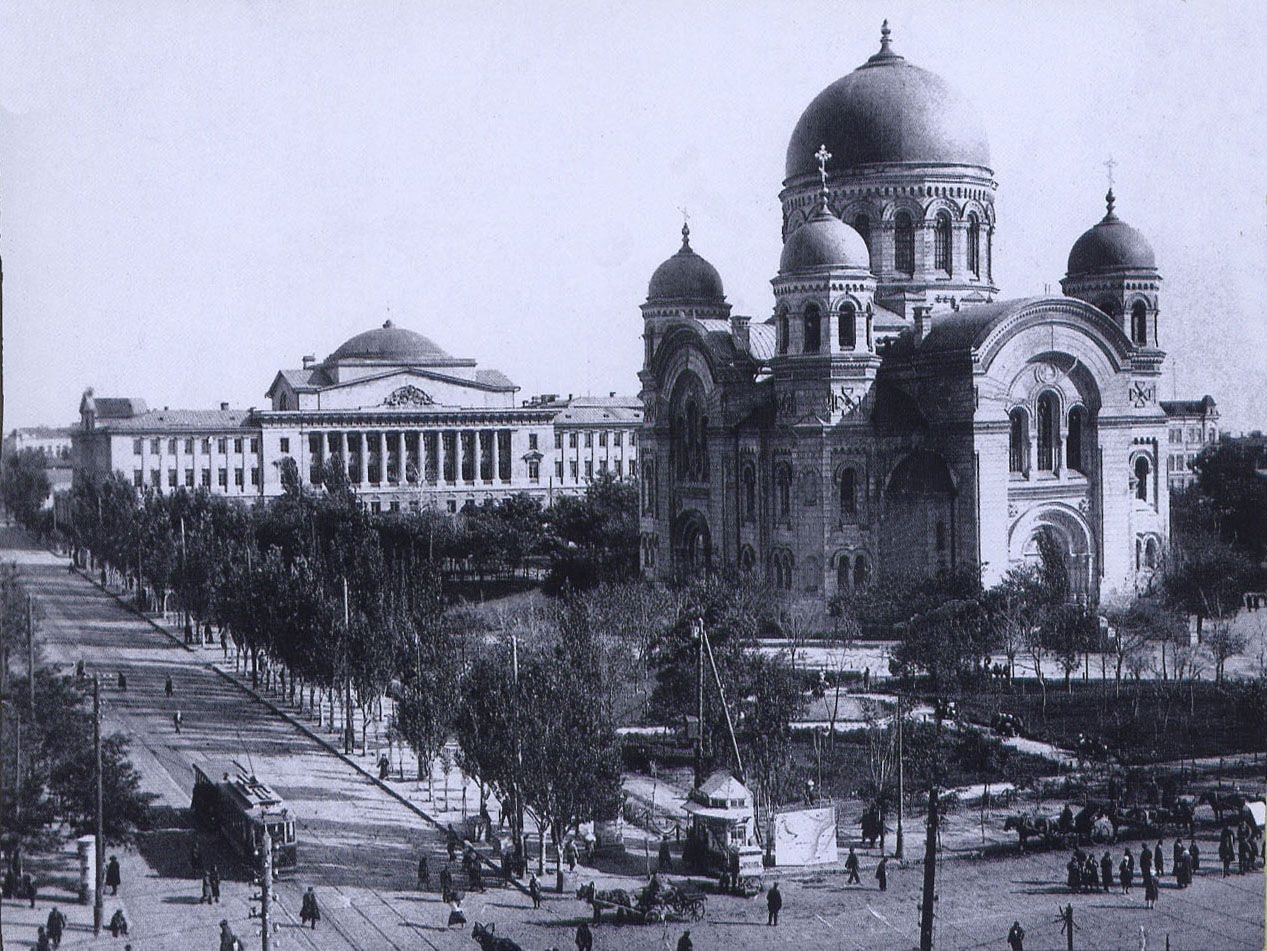
Вид с запада. 1920-е годы

В 1875 году в «память избавления от покушения на жизнь императора Александра II 4 апреля 1866 года» на месте будущего Александро-Невского собора, по эскизу архитектора С. Загоскина была заложена временная церковь.
В 1887 году городская дума во главе с городским головою А. М. Байковым решила построить не часовню, «а обширный, величественный и богатый храм, украшенный живописью» определили место большого храма на части Новобазарной площади, примыкающей к Большой Садовой улице. Проект Александро-Невского собора разработал архитектор-академик А. А. Ященко, зодчий Новочеркасского войскового Вознесенского собора. В 1888 году совет попечителей будущего собора предоставил городской думе эскиз проекта. Дума одобрила внешний вид храма, но попечители из финансовых соображений поручили архитектору уменьшить размеры храма. В конце 1890 года ростовская дума одобрила второй проект, в 1891 году Екатеринославская духовная консистория разрешила строить собор и в мае того же года состоялась закладка первого камня. Строительство собора продолжалось 16 лет и завершилось в 1908 году. 17 августа того же года при большом стечении народа состоялось его освящение.
На протяжении всего своего существования Александро-Невский собор оставался доминантой Новобазарной площади, её композиционным центром. По величине, спокойной красоте форм, гармонии архитектурных деталей храм считался одним их лучших на юге России.
24 августа 1919 года храм получил статус кафедрального собора Донской и Новочеркасской епархии. В октябре в нём было устроено электроосвещение. 2 (15) ноября 1922 года в Александро-Невском соборе проходил Епархиальный съезд духовенства и мирян.

### Разрушение

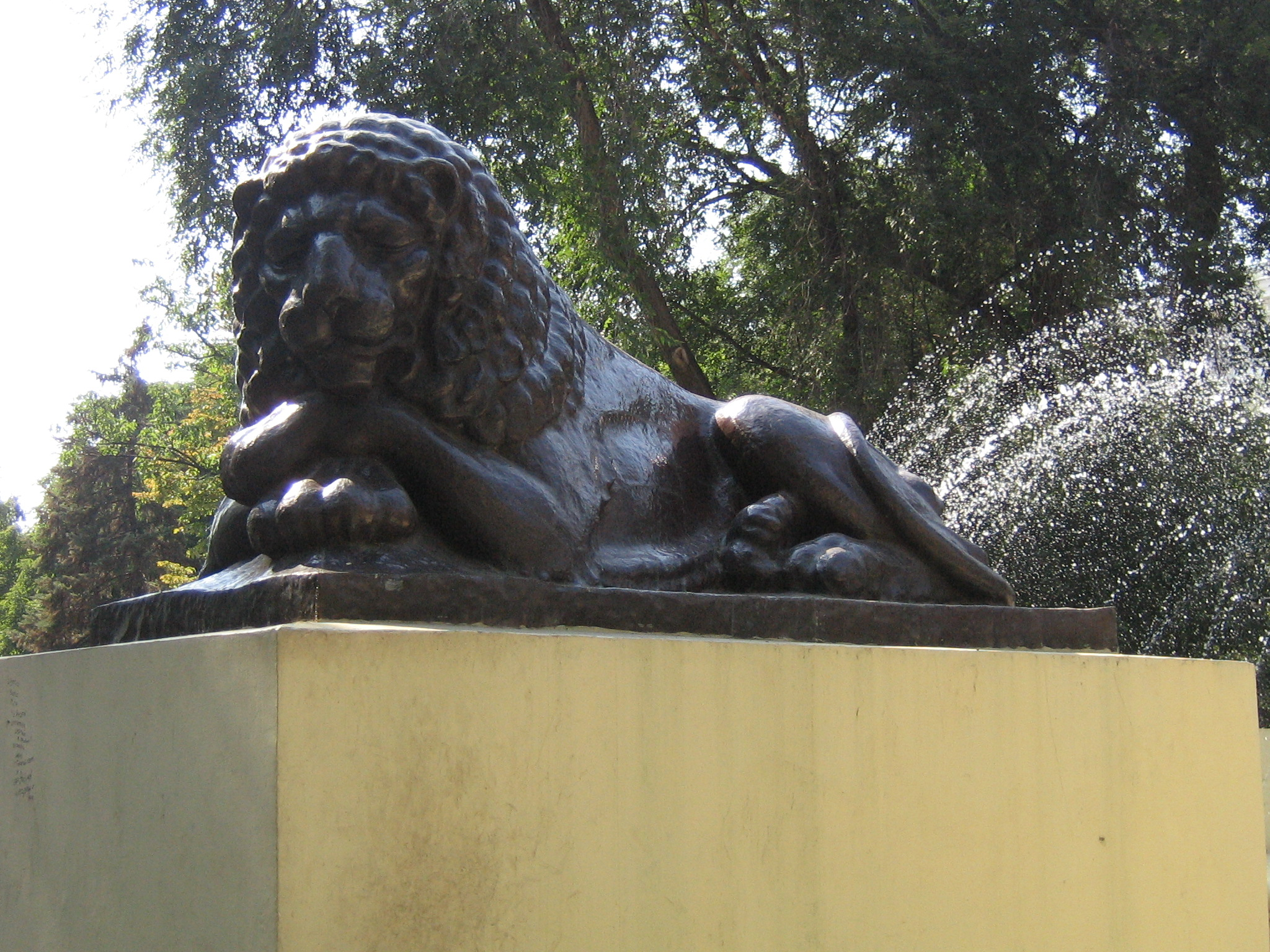
Сохранившаяся фигура льва, украшавшая вход в собор

В 1929 году храм был закрыт советскими властями. Его передали крайпрофсофу для организации там выставки, сняли колокола и кресты, на центральный купол установили звезду и развесили на храме коммунистические лозунги. В 1930 году крайисполком решил построить себе на Новобазарной площади новое здание, в связи с чем приказал снести Александро-Невский собор. На рубеже 1930—1931 годов храм был разрушен. По рассказам очевидцев, он много раз сопротивлялся взрывам, осуществлявшимся большевиками.
Новобазарную площадь коммунисты переименовали в площадь Советов. В 1972 году на месте собора установили «монумент Первоконникам». Ныне в здании крайисполкома располагается областная администрация.

## Экстерьер
Объёмно-пространственная композиция Александро-Невского собора построена на основе крестово-купольного храма. Центральные, продольный и поперечные нефы завершаются круглым барабаном с куполом. По углам расположены четыре купола меньшего диаметра.
Вокруг церкви был разбит обширный сквер из канадских тополей, который являлся одним из главных украшений города. В исполнении церкви, как отмечали архитекторы того времени, чувствовалось «желание автора проекта отойти от известных композиционных приемов и создать монументальный и величественный образ культового сооружения».

## Интерьер
Площадь собора составляла около тысячи квадратных метров, на которой могли расположиться 3000 человек. Стены, пилоны, своды, купол были расписаны изображениями на сюжеты Нового Завета. Росписи стен и иконы были исполнены местным художником А.П. Хлебниковым и его помощниками. Всего на стенах собора было 73 картины, за создание которых Хлебников получил 36 тысяч рублей. В храме было три престола: главный — во имя святого Александра Невского, придельные — во имя Пантелеимона целителя и во имя Петра митрополита.

## Проекты восстановления

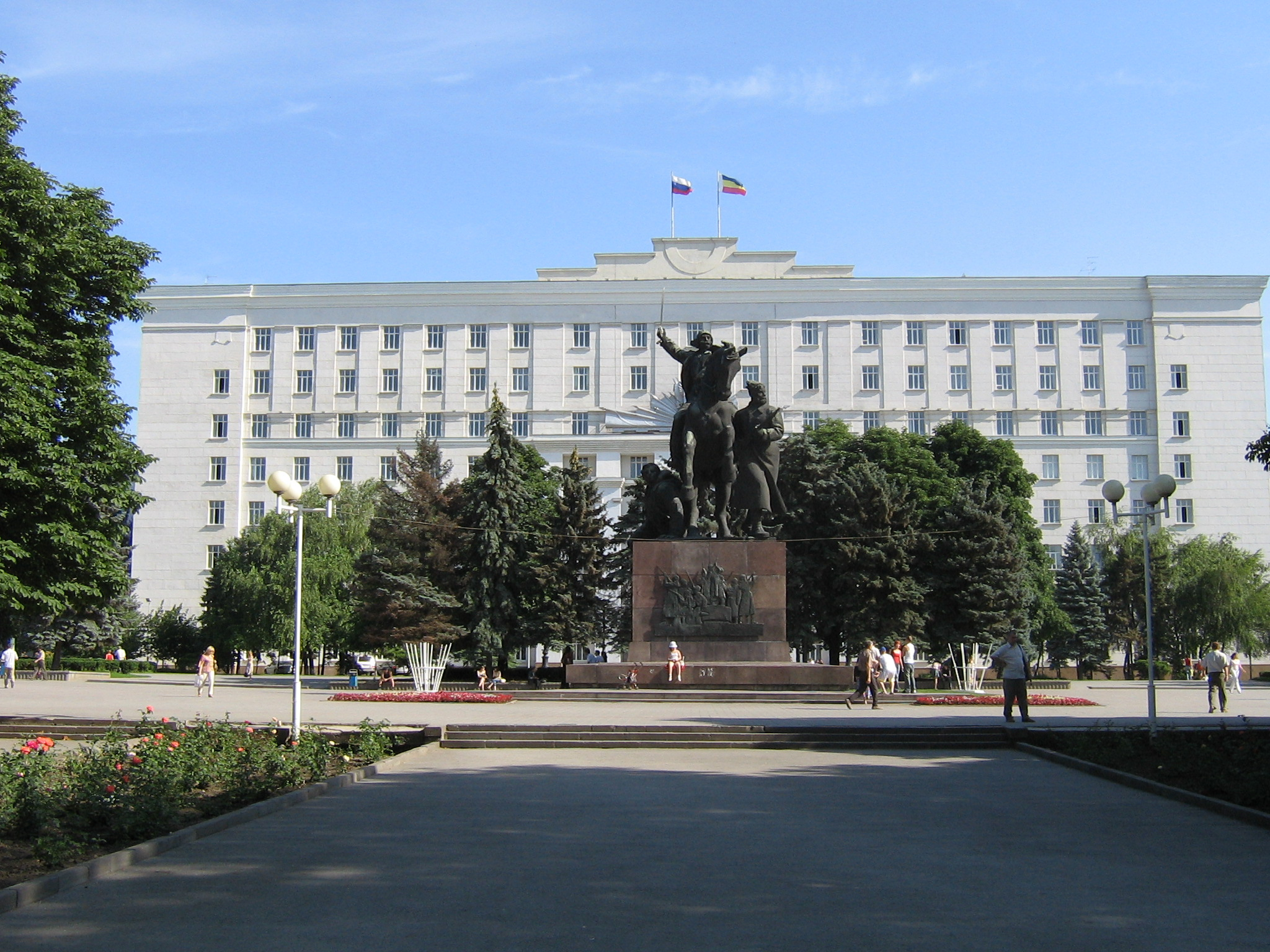
Памятник красноармейцам, возведённый на месте собора

Памятный знак с копией Александро-Невского собора на площади Советов в Ростове-на-Дону

В 1990-х годах у городской общественности возник интерес к своему утраченному культурному наследию, появилась мысль увековечить память о разрушенном прекрасном соборе. Представители городской интеллигенции и духовенство высказывали предложения о восстановлении собора. Воссозданию точной копии мешает отсутствие чертежей разрушенного собора.
В наши дни, к 255-летию Ростова, на средства одного из ростовских бизнесменов, недалеко от того места, где когда-то стоял сам храм, был установлен небольшой памятный знак с уменьшенной копией некогда существовавшего величественного собора. Скульптурная композиция — модель храма в масштабе 1:50 выполнена в архитектурной мастерской В. Тарасенко.

## Строительство одноимённого храма

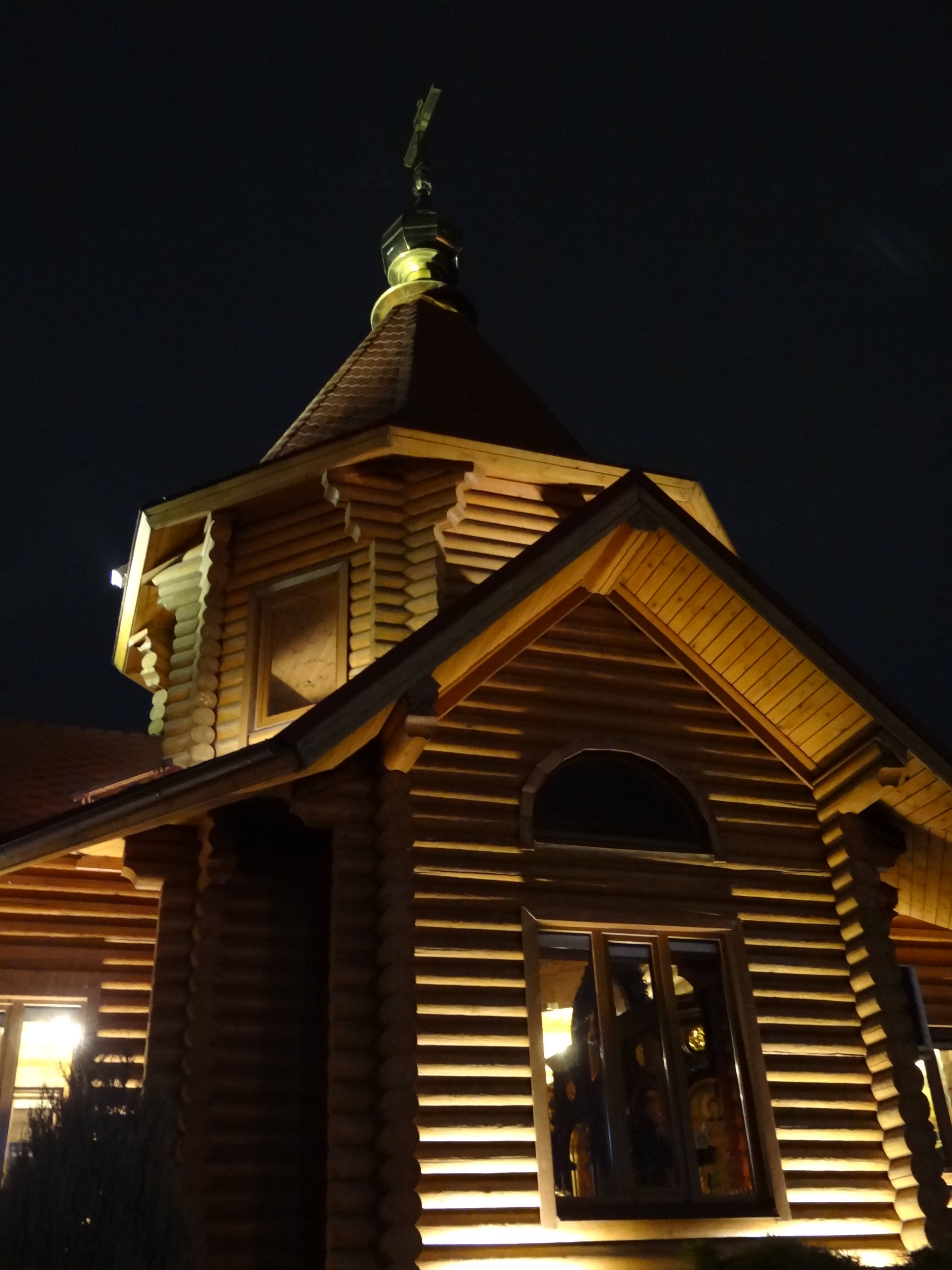
Деревянная церковь Александра Невского в Северном жилом массиве

В 2012 в Ростове-на-Дону была построена деревянная церковь Александра Невского. Однако она находится на новом месте, в Северном жилом массиве (в нескольких километрах от площади Советов) и не напоминает старый собор ни размерами, ни внешним видом.
В 2021 году было объявлено, что на месте деревянной церкви будет построен новый храм Александра Невского. Согласно проекту, в нём «будет воссоздано внутреннее убранство» разрушенного собора, но о постройке копии речи не идёт.